# Mile Stojić
Mile Stojić (Dragićina, 24. veljače 1955.), hrvatski pjesnik, književni kritičar, publicist, antologičar, prevoditelj s njemačkoga jezika iz BiH.[nedostaje izvor]
Pučku školu i gimnaziju završio u Ljubuškom, a studij jugoslavenskih književnosti i jezika diplomirao na Filozofskom fakultetu u Sarajevu. Pokretač i urednik sarajevskog Obzora (1991/92.). 
2007. je dobio nagradu Goranov vijenac.

## Djela
- Lijer, jezik prašume (pjesme, 1977.)
- Umjetnost tame (pjesme, 1987.)
- Zemna svjetlost (pjesme, 1988.)
- Poezija (izabrane pjesme, 1985.)
- Olovni jastuk (pjesme, 1989.)
- Južnost (izabrane pjesme, 1990.)
- Iza spuštenih trepavica (antologija hrvatskog pjesništva XX. stoljeća, 1991.)
- Glasovi sarajevske noći (eseji, 1992.)
- Libreto za sviralu i strojnicu (pjesme, 1994.)
- Prognane elegije (pjesme, 1996.)
- Jutro u Pompejima (ogledi, 1998.)
- Mađarsko more (pjesme, 1999.)
- Nakon sudnjega dana (izbor pjesama, 1999.)
- Fenster Worte-Ein bosnisches Alphabet/Riječi s prozora-jedan bosanski Alfabet (poetska proza, 2000.)